# Euphyia tenuistrigata
Euphyia tenuistrigata är en fjärilsart som beskrevs av Paul Dognin 1914. Euphyia tenuistrigata ingår i släktet Euphyia och familjen mätare. Inga underarter finns listade i Catalogue of Life.